# Heilig Sacramentskerk (Elsene)

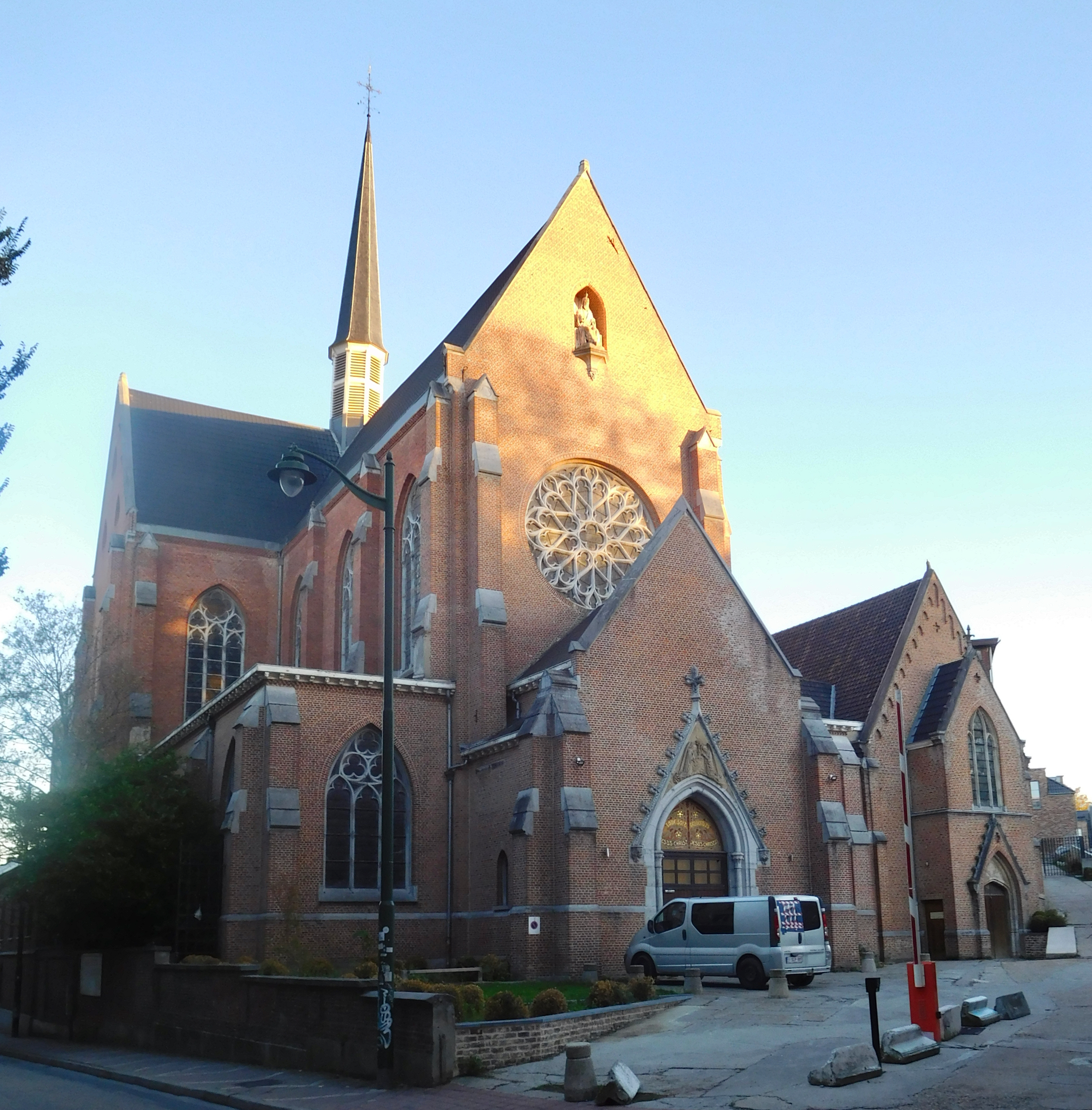
Heilig Sacramentskerk

De Heilig Sacramentskerk (Frans: Église du Saint-Sacrement) is een kerkgebouw in de Belgische gemeente Elsene in het Brussels Hoofdstedelijk Gewest, gelegen aan de Waversesteenweg 205.
Het betreft een bakstenen basilicale neogotische kruisbasiliek, uitgevoerd in baksteen. Het bouwwerk heeft geen toren, maar wel is er een vieringtorentje. Kenmerkend zijn het vooruitgeschoven portaal en het roosvenster in de voorgevel.
De kerk werd gesticht in 1874 voor de Congregatie van het Allerheiligst Sacrament. In 1883 werd ze enigszins verbouwd en in 1974 werd ze gerestaureerd, evenals in 2011.